# 包包尔茨瑟勒什
包包尔茨瑟勒什（匈牙利語：Babarcszőlős）是匈牙利巴兰尼亚州所辖的一个村。总面积4.25平方公里，总人口105，人口密度24.7人/平方公里（2011年1月1日）。